# 五彩紙屑糖果

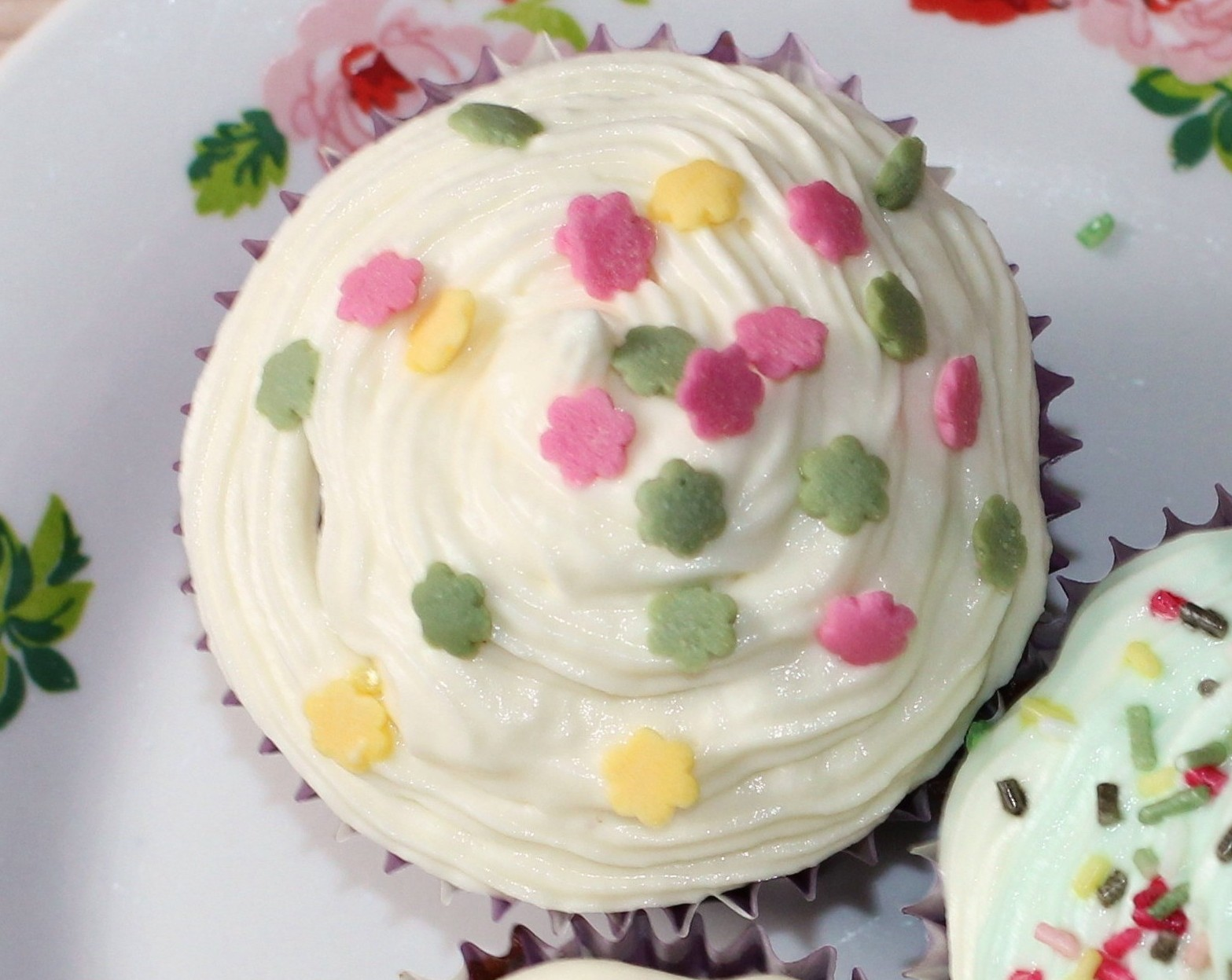
玛芬覆蓋五彩紙屑糖果樣式

五彩紙屑糖果（英語：Confetti candy）是一種用煮熟的糖和玉米糖漿製成的糖果食品，其形成片狀，冷卻後破碎成塊。它具有堅硬和脆性質地；五彩紙屑糖果有時在烹飪後灑在頂上，而成型過程完成後可增加視覺上的吸引力。
五彩紙屑糖果，也被稱為紙屑巧克力米，它也是一種扁平或盤狀的糖果，而這些類似於糖丸的圓形是以盤狀形式準備，它通常用於裝飾糖果和其他糖果。